# 尖果马先蒿
尖果马先蒿（学名：Pedicularis oxycarpa）为列当科马先蒿属的多年生草本植物，为中国的特有植物。分布于中国大陆的云南、四川等地，生长于海拔2,800米至4,360米的地区，见于高山草地，目前尚未由人工引种栽培。

## 形态特征
植株高约20-40厘米，茎直立，疏被短柔毛；总状花序生于茎枝顶端，伸长，长可达13.5厘米；花冠白色，有紫色的喙，长约14-18毫米，其近基的2/3有鸡冠状凸起，花期5-8月。